# Agnieszka Skobel
Agnieszka Skobel (Poznań, 16 gennaio 1989) è una cestista polacca.

## Carriera
Con la Polonia ha disputato tre edizioni dei Campionati europei (2009, 2011, 2015).